# Akhzivland
Akhzivland là vi quốc gia nằm giữa Nahariya và biên giới Liban trên bờ biển phía tây Israel. Quốc gia này được thành lập bởi Eli Avivi vào năm 1971. Akhzivland được Bộ Du lịch Israel quảng bá mặc dù tình trạng pháp lý của nó vẫn còn mơ hồ.

## Lịch sử
Vi quốc gia này nằm gần tàn tích Achziv, một khu định cư cổ đại trên bờ biển Địa Trung Hải ở Tây Galilee, cách Nahariya khoảng 5 km về phía bắc. Công viên quốc gia, trường học dã chiến và tàn tích của ngôi làng Az-Zeeb của người Palestine, đã bị Lữ đoàn Carmeli đánh chiếm trong Chiến tranh Ả Rập-Israel năm 1948 nằm gần đó.
Địa điểm hiện tại của Akhzivland nằm gần thành phố cảng cổ Achziv. Dựa trên những phát hiện khảo cổ học và nhiều khu chôn cất nằm trong khu vực, người ta cho rằng Achziv đã từng là một trung tâm thương mại quan trọng trong thời kỳ đồ sắt. Trong Sách Giô-suê, Achziv được nhắc đến là một trong chín thành của Vương quốc Giu-đa. Một thành phố thịnh vượng cũng nằm trên địa điểm này vào thời Mishnah. Trong thời kỳ Thập tự chinh, thành phố này được tặng như một món quà dành cho một hiệp sĩ. Trong thời kỳ Mamluk, thành phố đã bị chinh phục bởi tướng Baibars của Mamluk, người đã lập ra một làng chài tại địa điểm có tên là Az-Zeeb. Cư dân của ngôi làng đã chạy trốn khỏi Az-Zeeb trong Chiến dịch Ben-Ami trong Chiến tranh Ả Rập-Israel năm 1948.

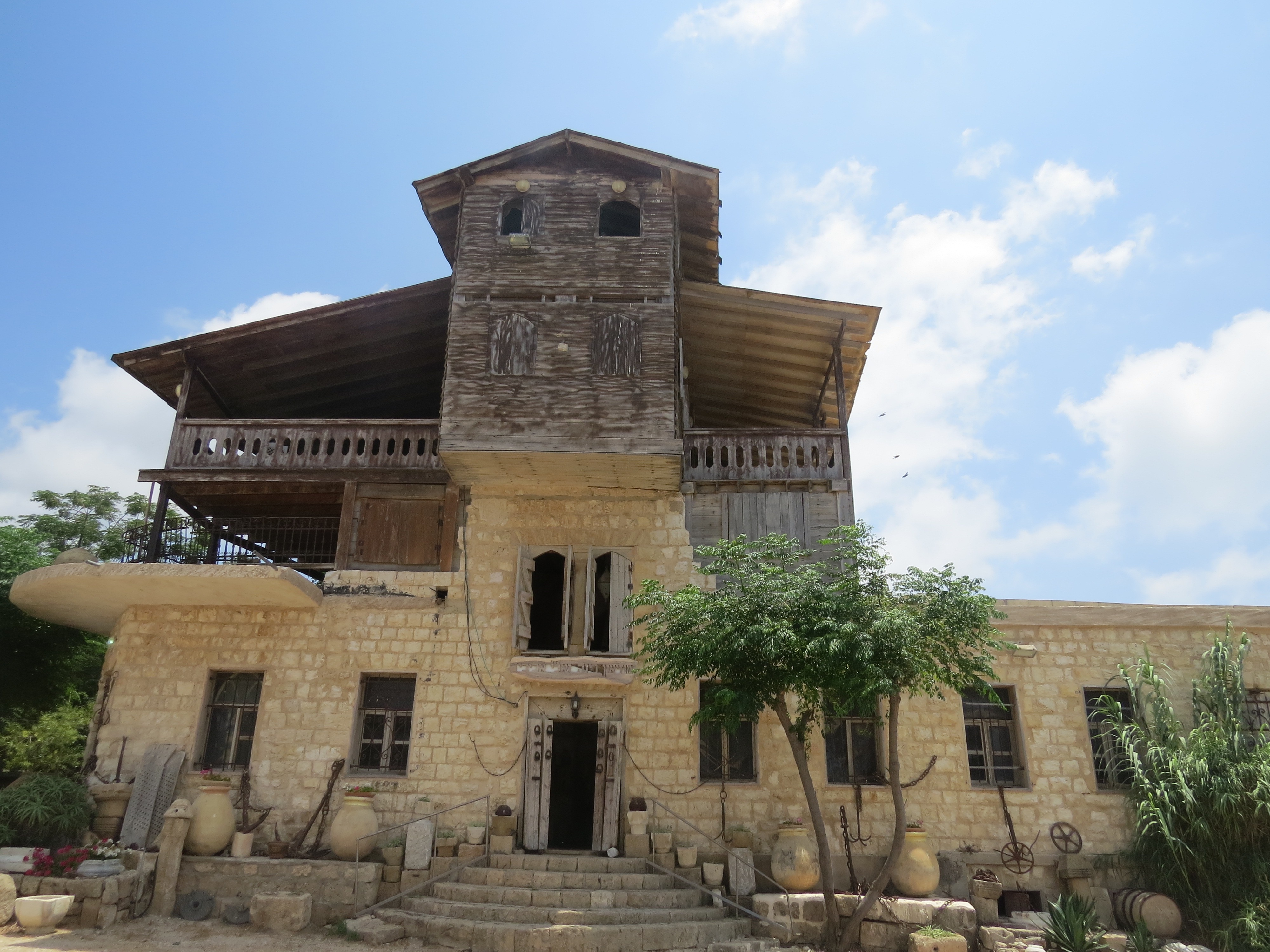
Bảo tàng Akhzivland năm 2015

Năm 1952, thủy thủ gốc Iran và cựu binh Palmach Eli Avivi chuyển đến các tòa nhà trong làng. Theo những cư dân cũ của Az Zeeb, Avivi được một gia đình ngư dân thuê, và sau đó chuyển đến sống tại nhà của gia đình này vào năm 1955.
Năm 1961, chính phủ Israel cho công ty nghỉ dưỡng Pháp là Club Med thuê 50 năm đối với một phần đường bờ biển của khu vực này.
Năm 1970, chính phủ Israel đã cử xe ủi đến phá hủy ngôi nhà mà Avivi đang sinh sống. Để phản đối, Eli thành lập Akhzivland vào năm 1971, mở một nhà trọ và một bảo tàng bên trong ngôi nhà cũ của trưởng làng Az-Zeeb. Vi quốc gia đã trở thành một địa điểm du lịch — được Haaretz mô tả là "vi quốc gia hippy" — thu hút các nghệ sĩ, người mẫu, nhà văn, chính trị gia và các nhân vật phản văn hóa, bao gồm Shimon Peres, Bar Refaeli, Sophia Loren và Paul Newman.
Quốc gia bầu Avivi làm Tổng thống (theo hiến pháp "Tổng thống được bầu một cách dân chủ bằng lá phiếu của chính mình"), thiết lập quốc kỳ và quốc ca, và thậm chí cấp hộ chiếu. Trong một thời gian nhất định, hộ chiếu của du khách được đóng dấu đặc biệt. Sau khi thành lập Akhzivland, Avivi bị bắt và bị giam giữ, nhưng được thả 10 ngày sau đó sau khi một thẩm phán ra phán quyết rằng tội danh "Tạo ra một quốc gia không được phép", không tồn tại. Sau khi Avivi kiện chính phủ Israel, một tòa án đã phán quyết cho Avivi thuê khu vực này trong 99 năm, nhưng không đưa ra phán quyết về tình trạng pháp lý của chúng.
Năm 1971, sáu tay súng người Palestine từ Lebanon xâm nhập vào Israel bằng đường biển, đổ bộ lên bãi biển Achziv. Một trong những tay súng bước vào nhà nhưng bị vợ của Avivi, Rina, chặn súng, làm rơi vũ khí và một túi lựu đạn. Hai tay súng nữa đã bị Lực lượng Phòng vệ Israel (IDF) bắt tại thuyền, trong khi ba tay súng khác bị bắt trong đất liền.
Akhzivland hiện có một nhà khách, khu cắm trại bên bờ biển và một bảo tàng nhằm trưng bày các phát hiện địa phương từ biển và bờ biển.
Eli Avivi qua đời vì bệnh viêm phổi vào ngày 16 tháng 5 năm 2018.

## Cờ
Quốc kỳ của Akhzivland có hai hình màu trắng với các đường màu xanh lam. Một trong số chúng mô tả một ngôi nhà là tòa nhà chính ở Akhzivland. Hình ảnh còn lại mô tả một nàng tiên cá giống như nàng tiên cá trên lá cờ của Eemsmond, một đô thị ở Hà Lan.